# Cinuro
En la mitología griega Cinuro (en griego Κύνουρος, Kúnouros) fue el fundador epónimo de la polis de Cinuria en Laconia.
Pausanias nos dice que los lacedemonios expulsaron a los de Cinuria en edad militar, acusándolos de que unos bandidos procedentes de la región de Cinuria asolaban la Argólide, aunque los argivos eran parientes suyos, y de que los propios cinurios realizaban abiertamente correrías dentro de su tierra. Se dice que los de Cinuria son en origen argivos y que su fundador fue Cinuro, hijo de Perseo.
A Cinuro se lo suele asociar como Cinosuro, referido solo en un escolio como uno de los hijos de Pélope y hermano, al menos en esa fuente, de Eelio (Heleo), Corinto e Hípaso.